# Ruda (rejon kowelski)
Ruda – wieś na Ukrainie, w obwodzie wołyńskim, w rejonie kowelskim. W 2018 roku liczyła 34 mieszkańców.
Do 2020 w rejonie turzyskim.